# 菲施拜因鎮區 (北達科他州鮑曼縣)
菲施拜因鎮區（英語：Fischbein Township）是位於美國北達科他州鮑曼縣的一個鎮區。

## 地方資料
菲施拜因鎮區的面積為91.71平方千米，當中陸地面積為90.94平方千米，而水域面積為0.77平方千米。根據2010年美國人口普查的數據，當地共有人口15人，而人口密度為每平方千米0.16人。